# Scherbatzen
Scherbatzen ist ein Gemeindeteil der Gemeinde Altenthann im Oberpfälzer Landkreis Regensburg (Bayern).

## Geografische Lage
Die Einöde Scherbatzen liegt viereinhalb Kilometer südöstlich des Ortskerns von Altenthann und ist eine gut 400 Quadratmeter große Enklave der Gemeinde Altenthann im gemeindefreien Gebiet Forstmühler Forst. Scherbatzen war bei der Volkszählung 1987 unbewohnt.